# Temps mitjà entre errors
El temps mitjà entre errors (en anglès, Mean Time Between Failure o MTBF) és la mitjana aritmètica del temps entre errors d'un sistema. L'MTBF és típicament part d'un model que assumeix que el sistema fallit es repara immediatament (el temps transcorregut és zero), com a part d'un procés de renovació. En canvi, el MTTF (Mean Time To Failure) mesura el temps mitjà entre la decisió amb la suposició d'un model en què el sistema fallit no es repara.

## Definició formal de MTBF
L'MTBF és simplement el recíproc de la cadència d'errors.
{\displaystyle MTBF={\frac {1}{\lambda }}.\!}
L'MTBF es denota sovint pel signe {\displaystyle \!\theta }, o
{\displaystyle MTBF=\theta .\!}
Atès que la cadència d'errors i l'MTBF són valors recíprocs, es troben les dues notacions en la literatura, depenent de quina sigui la més apropiada per a l'aplicació.
L'MTBF pot definir en termes del valor esperat de la funció de densitat d'errors f (t)
{\displaystyle MTBF=\int _{0}^{\infty }tf(t)\,dt\!}
amb
{\displaystyle \int _{0}^{\infty }f(t)\,dt=1.\!}

## Variacions de temps mitjà entre errors
Hi ha moltes variacions de mitjana aritmètica entre errors, com ara el temps mitjà entre avortaments dels sistema (MTBSA) o temps mitjà entre errors crítics (MTBCF) o el temps mitjà entre la substitució de la unitat (MTBUR). Aquesta nomenclatura s'utilitza quan es vol diferenciar entre tipus d'errors, com ara errors crítics o no crítics. Per exemple, en un automòbil, el fracàs de la radio FM no s'oposa a l'operació principal del vehicle. El temps mitjà fins a la resolució (MTTF) s'utilitza de vegades en lloc del temps mitjà entre errors en els casos en què es substitueix un sistema després d'un error.